# Dorota Sieroń-Galusek
Dorota Sieroń-Galusek – polska politolog, kulturoznawca, dr hab. nauk humanistycznych, adiunkt Instytutu Nauk o Kulturze Wydziału Humanistycznego Uniwersytetu Ślaskiego w Katowicach.

## Życiorys
25 listopada 2003 obroniła pracę doktorską Instytucjonalne formy kultury po reformie administracyjnej kraju: analiza wybranych przykładów, 19 maja 2015 habilitowała się na podstawie oceny dorobku naukowego i pracy zatytułowanej Moment osobisty. Stempowski, Czapski, Miłosz. Objęła stanowisko adiunkta w Instytucie Nauk o Kulturze na Wydziale Humanistycznym Uniwersytetu Ślaskiego w Katowicach.